# Józefa Budzyn-Nowakowa
Józefa Julia Budzyn-Nowakowa (ur. 5 stycznia 1905 w Kończyskach, zm. 25 lipca 1977 we Wrocławiu) – malarka i rzeźbiarka. 

## Życiorys
Twórczością plastyczną zajmowała się od wczesnego dzieciństwa. Jej prace w tamtym okresie zainteresowały Jacka Malczewskiego, który pomagał jej rozwijać praktyczną wiedzę o sztuce. „Uczył patrzeć” – jak wspominała. Naukę na poziomie szkoły średniej odbyła w Krakowie na pensji pani Mnichowej. Po wyjściu za mąż mieszkała przez kilka lat w Przemyślu. W 1938 roku wróciła do Krakowa i zdała egzaminy na tamtejszą Akademię Sztuk Pięknych. W tym samym roku na skutek wypadku samochodowego straciła wzrok. Przez kolejnych kilkanaście lat zajmowała się domem i wychowywaniem syna, a kiedy on dorósł, postanowiła wrócić do dawnych zainteresowań. Początkowo rzeźbiła figurki z plasteliny, później opracowała własną metodę tworzenia płaskorzeźby. Z plasteliny, gliny lub innego dającego się formować tworzywa powstawała płaskorzeźba, którą autorka wielokrotnie pokrywała taśmą papierową, po czym zdejmowała powstałą skorupę. Następnie malowała całość opuszkami palców korzystając z ustawionych przez syna w ustalonej kolejności słoiczków z farbami.
W 1971 roku otrzymała uprawnienia do wykonywania zawodu artysty plastyka. W ciągu dwunastu lat namalowała około 200 reliefowych obrazów: martwe natury, kwiaty, sceny biblijne, autoportrety i nawiązania do znanych dzieł sztuki. W 1976 roku została odznaczona Krzyżem Kawalerskim Orderu Odrodzenia Polski.
Prace Budzyn-Nowakowej znajdują się w kolekcjach prywatnych w kraju i za granicą, oraz w zbiorach muzealnych we Wrocławiu, Krakowie i Warszawie. Zrealizowano o niej dwa filmy dokumentalne.